# Valinge herrgård
Denna artikel handlar om herrgården Valinge i Södermanland. För småorten Valinge i Halland, se Valinge
Valinge herrgård är ett gods i Stigtomta socken, norr om Jönåker i Nyköpings kommun.

## Historik
Valinge finns omnämnt från medeltiden och var då en by med två byar Övervalinge och Nedervalinge. Gårdarna i Övervalinge ägdes under 1500-talet av släkten Arp, under senare delen av 1500-talet av Schering Eriksson Arp. Två frälsehemman i Övervalinge by fick säteriprivillegier på 1660-talet och senare underlades hela bydelen samt senare även Nedervalinge. Därefter har godset ärvts inom släkterna Rosenhane, Kruse af Elghammar och Wrangel, tills det 1795 inköptes av brukspatronen på Skagersholm Jacob Arfwedson (1743-1812). Det har därefter ärvts inom släkterna Wattrang och Kleen. Nils Kleen ägde brukade gården från 1897 och gjorde den till ett mönsterjordbruk, främst på beteskulturens område. Hans syster, konstnären Tyra Kleen, skänkte sitt efterlämnade arkiv till Riddarhuset, och det förvaras nu på Valinge.
Det medeltida namnet "valung" har tolkats som en avledning av det fornsvenska "val" (”rund käpp”), vilket anses ha syftat på den långsmala vik av Yngaren, som Valinge ligger vid.
En såg byggdes vid Valinge på 1910-talet för timmer från egen skog. Vid Valinge herrgård finns Valinge by med bebyggelse som ursprungligen uppförts för anställda vid gården.

## Huvudbyggnaden
Huvudbyggnaden uppfördes 1797-1802 i reveterat trä i två våningar, de båda flyglarna uppfördes 1812. Bland äldre bebyggelse märks en parstuga, en bod och en länga som innehållit inspektorsbostad och kontor.